# Phường III, Vị Thanh
Phường III là một phường thuộc thành phố Vị Thanh, tỉnh Hậu Giang, Việt Nam.

## Địa lý
Phường III có vị trí địa lý:
- Phía đông giáp huyện Vị Thủy
- Phía tây giáp Phường IV
- Phía nam giáp Phường VII và xã Hỏa Lựu
- Phía bắc giáp Phường I và Phường V.

Phường III có diện tích 12,89 km², dân số năm 2023 là 9.645 người, mật độ dân số đạt 748 người/km².

## Hành chính
Phường III được chia thành 6 khu vực: 1, 2, 3, 4, 5, 6.

## Lịch sử
Ngày 1 tháng 7 năm 1999, Chính phủ ban hành Nghị định số 45/1999/NĐ-CP về việc thành lập Phường III trên cơ sở 1.270,36 ha diện tích tự nhiên và 7.109 nhân khẩu của thị trấn Vị Thanh cũ.
Ngày 23 tháng 9 năm 2010, Chính phủ ban hành Nghị quyết số 34/NQ-CP về việc thành lập thành phố Vị Thanh thuộc tỉnh Hậu Giang. Phường III trực thuộc thành phố Vị Thanh.
Ngày 19 tháng 11 năm 2015, UBND tỉnh Hậu Giang ban hành Quyết định về việc công nhận Phường III đạt chuẩn phường văn minh đô thị năm 2015.
Phường III có diện tích 13,36 km², dân số năm 2023 là 10.662 người và 5 khu vực: 1, 2, 3, 4, 5.
Ngày 10 tháng 12 năm 2024, HĐND tỉnh Hậu Giang ban hành Nghị quyết 60/NQ-HĐND về việc đổi tên một phần khu vực 6, Phường III và khu vực 1, Phường V thành khu vực 5, Phường I.
Phường III có diện tích 12,89 km², dân số năm 2023 là 9.645 người và 6 khu vực.

## Xã hội
1. Bệnh viện đa khoa Hậu Giang với quy mô 500 giường
2. Bệnh viện Lao và Phổi Hậu Giang
3. Bệnh viện Y học cổ truyền tỉnh Hậu Giang (đang xây dựng)
4. Khu dân cư và tái định cư phường III (đang xây dựng)
5. Trung tâm hoạt động thanh thiếu niên tỉnh Hậu Giang tại khu vực 6 (đang xây dựng).